# Åbo konserthus

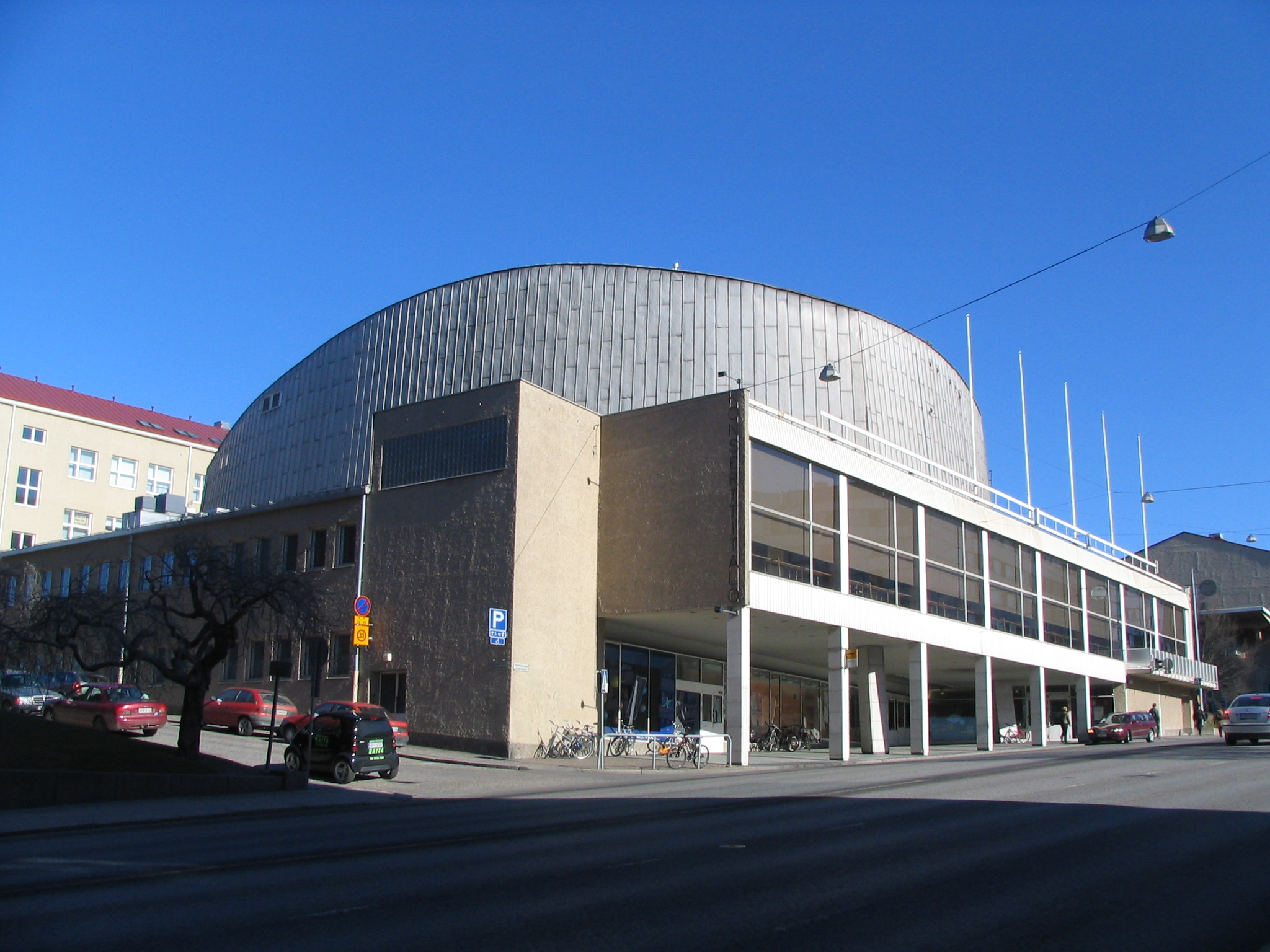
Konserthuset i Åbo.

Åbo konserthus är ett konserthus i staden Åbo. Konserthuset ligger vid Trätorget på Aningaisgatan. Huset är ritat av arkitekt Risto-Veikko Luukkonen och stod färdigt år 1952. Byggnaden är i funktionalistisk stil, och salen var den första i Finland som planerades och byggdes huvudsakligen för konserter. Salens akustik planerades av akustikspecialisten Paavo Arni, och förbättrades senare med hjälp av datormodeller 1998–2003. Till största delen används konserthuset av Åbo filharmoniska orkester. Husets sal rymmer 1002 personer.